# Jan Włodarczyk
Jan Włodarczyk (ur. 15 grudnia 1919 w Łodzi, zm. 4 września 1998 w Łodzi) – polski piłkarz, obrońca.
Był długoletnim piłkarzem ŁKS Łódź. W reprezentacji Polski debiutował w rozegranym 31 sierpnia 1947 spotkaniu z Czechosłowacją, ostatni raz zagrał w następnym roku. Łącznie w biało-czerwonych barwach rozegrał 6 spotkań.